# Đội tuyển bóng đá trong nhà quốc gia Iran
Đội tuyển bóng đá trong nhà quốc gia Iran đại diện cho Iran thi đấu các giải bóng đá trong nhà quốc tế và được điều hành bởi Liên đoàn bóng đá Iran.
Được mệnh danh là "Kings of Asian Futsal", Iran là đội tuyển Futsal mạnh nhất châu Á với 12/15 lần vô địch Giải bóng đá trong nhà châu Á, và là một trong những đội tuyển tốt nhất thế giới theo bảng xếp hạng thế giới. Kỳ phùng địch thủ của họ là Nhật Bản với 3 lần vô địch còn lại.
Iran là đội tuyển thường tham gia Giải vô địch bóng đá trong nhà thế giới và có thành tích tốt nhất là hạng 3 vào năm 2016 sau khi đánh bại dội tuyển futsal giàu truyền thống nhất giải là Brasil. Iran vô địch Futsal Confederations Cup vào năm 2009 và hạng 2 ở giải Grand Prix de Futsal được gọi là Futsal Mini-World Cup trong nhiều lần.
Iran đã sớm nổi lên đăng cai đấu trường cúp bóng đá trong nhà châu á Asian cup,iran đã xuất hiện với nền tảng bóng đá trong nhà thế giới,với sự thành tích to lớn sẽ trở nên một đỉnh cao châu á.

## Sân nhà
Iran chơi các trận đấu tại Nhà thi đấu Azadi có sức chứa 12.000 người.

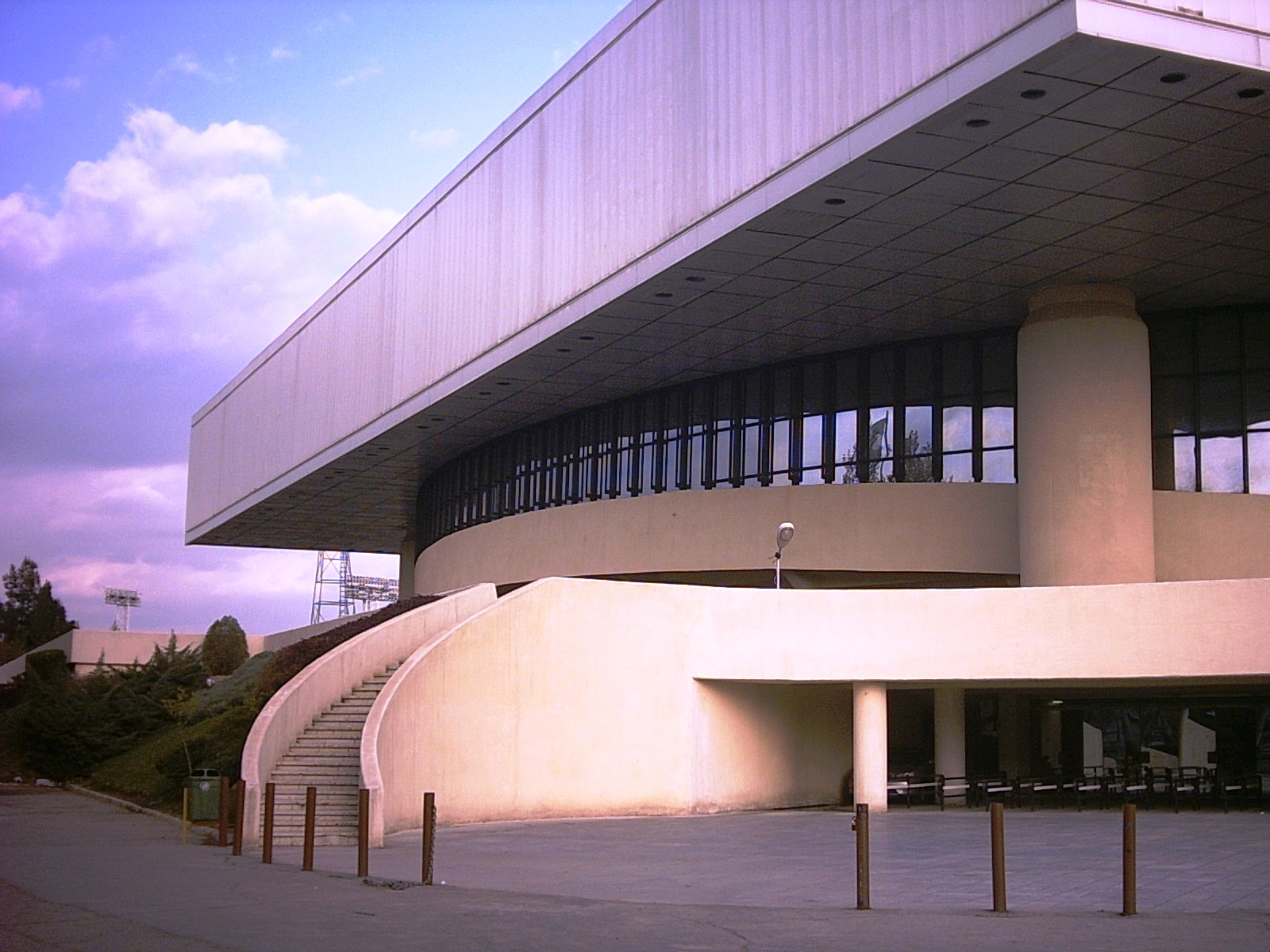
Một góc Nhà thi đấu Azadi

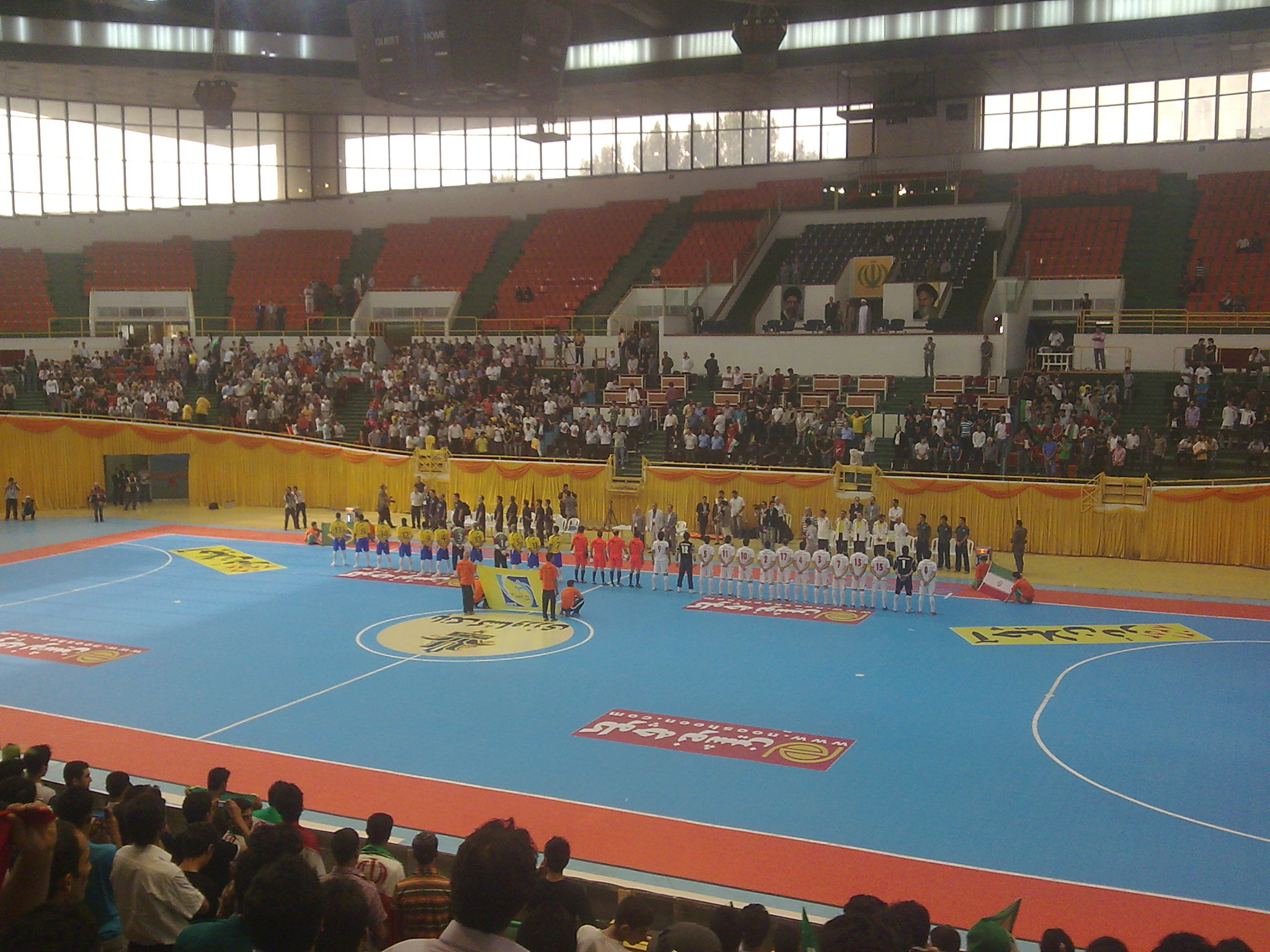
Đội tuyển bóng đá trong nhà quốc gia Iran gặp Brasil trong một trận đấu giao hữu

## Biệt danh
Đội tuyển bóng đá trong nhà quốc gia Iran đã nhận được nhiều biệt danh bởi những người hâm mộ và giới truyền thông. Một trong những biệt danh phổ biến nhất được sử dụng để gọi đội tuyển là "Team Melli", có nghĩa là "Đội tuyển bóng đá trong nhà quốc gia".

## Thành tích

### Giải vô địch bóng đá trong nhà thế giới
| Kỷ lục giải vô địch bóng đá trong nhà thế giới | Kỷ lục giải vô địch bóng đá trong nhà thế giới | Kỷ lục giải vô địch bóng đá trong nhà thế giới | Kỷ lục giải vô địch bóng đá trong nhà thế giới | Kỷ lục giải vô địch bóng đá trong nhà thế giới | Kỷ lục giải vô địch bóng đá trong nhà thế giới | Kỷ lục giải vô địch bóng đá trong nhà thế giới | Kỷ lục giải vô địch bóng đá trong nhà thế giới | Kỷ lục giải vô địch bóng đá trong nhà thế giới | Kỷ lục giải vô địch bóng đá trong nhà thế giới |
| Năm                                            | Vòng                                           | ST                                             | T                                              | H*                                             | B                                              | BT                                             | BB                                             | HS                                             | Đ                                              |
| ---------------------------------------------- | ---------------------------------------------- | ---------------------------------------------- | ---------------------------------------------- | ---------------------------------------------- | ---------------------------------------------- | ---------------------------------------------- | ---------------------------------------------- | ---------------------------------------------- | ---------------------------------------------- |
| 1989                                           | Không tham dự                                  | Không tham dự                                  | Không tham dự                                  | Không tham dự                                  | Không tham dự                                  | Không tham dự                                  | Không tham dự                                  | Không tham dự                                  | Không tham dự                                  |
| 1992                                           | Hạng tư                                        | 8                                              | 5                                              | 0                                              | 3                                              | 36                                             | 30                                             | +6                                             | 15                                             |
| 1996                                           | Vòng 1                                         | 3                                              | 1                                              | 0                                              | 2                                              | 12                                             | 13                                             | -1                                             | 3                                              |
| 2000                                           | Vòng 1                                         | 3                                              | 1                                              | 0                                              | 2                                              | 6                                              | 9                                              | -3                                             | 3                                              |
| 2004                                           | Vòng 1                                         | 3                                              | 1                                              | 0                                              | 2                                              | 9                                              | 13                                             | -4                                             | 3                                              |
| 2008                                           | Vòng 2                                         | 7                                              | 4                                              | 2                                              | 1                                              | 24                                             | 19                                             | +5                                             | 14                                             |
| 2012                                           | Vòng 16 đội                                    | 4                                              | 2                                              | 1                                              | 1                                              | 9                                              | 8                                              | +1                                             | 7                                              |
| 2016                                           | Hạng ba                                        | 7                                              | 2                                              | 3                                              | 2                                              | 22                                             | 24                                             | -2                                             | 9                                              |
| 2021                                           | Tứ kết                                         | 5                                              | 3                                              | 0                                              | 2                                              | 19                                             | 17                                             | +2                                             | 9                                              |
| Tổng số                                        | 8/9                                            | 40                                             | 19                                             | 6                                              | 15                                             | 137                                            | 133                                            | +4                                             | 63                                             |

### Cúp bóng đá trong nhà châu Á
| Cúp bóng đá trong nhà châu Á | Cúp bóng đá trong nhà châu Á   | Cúp bóng đá trong nhà châu Á   | Cúp bóng đá trong nhà châu Á   | Cúp bóng đá trong nhà châu Á   | Cúp bóng đá trong nhà châu Á   | Cúp bóng đá trong nhà châu Á   | Cúp bóng đá trong nhà châu Á   | Cúp bóng đá trong nhà châu Á   | Cúp bóng đá trong nhà châu Á   |                                |
| Năm                          | Vòng                           | ST                             | T                              | H*                             | B                              | BT                             | BB                             | HS                             | Đ                              |                                |
| ---------------------------- | ------------------------------ | ------------------------------ | ------------------------------ | ------------------------------ | ------------------------------ | ------------------------------ | ------------------------------ | ------------------------------ | ------------------------------ | ------------------------------ |
| 1999                         | Vô địch                        | 6                              | 6                              | 0                              | 0                              | 90                             | 7                              | +83                            | 18                             |                                |
| 2000                         | Vô địch                        | 6                              | 6                              | 0                              | 0                              | 56                             | 10                             | +46                            | 18                             |                                |
| 2001                         | Vô địch                        | 7                              | 7                              | 0                              | 0                              | 97                             | 13                             | +84                            | 21                             |                                |
| 2002                         | Vô địch                        | 6                              | 6                              | 0                              | 0                              | 61                             | 7                              | +54                            | 18                             |                                |
| 2003                         | Vô địch                        | 6                              | 6                              | 0                              | 0                              | 60                             | 13                             | +47                            | 18                             |                                |
| 2004                         | Vô địch                        | 7                              | 7                              | 0                              | 0                              | 81                             | 12                             | +69                            | 21                             |                                |
| 2005                         | Vô địch                        | 8                              | 6                              | 1                              | 1                              | 58                             | 15                             | +43                            | 19                             |                                |
| 2006                         | Hạng ba                        | 5                              | 4                              | 0                              | 1                              | 46                             | 12                             | +34                            | 12                             |                                |
| 2007                         | Vô địch                        | 6                              | 6                              | 0                              | 0                              | 50                             | 9                              | +41                            | 18                             |                                |
| 2008                         | Vô địch                        | 6                              | 6                              | 0                              | 0                              | 48                             | 2                              | +46                            | 18                             |                                |
| 2010                         | Hạng ba                        | 6                              | 5                              | 0                              | 1                              | 45                             | 9                              | +36                            | 15                             |                                |
| 2012                         | Á quân                         | 6                              | 5                              | 1                              | 0                              | 52                             | 8                              | +44                            | 16                             |                                |
| 2016                         | Vô địch                        | 6                              | 6                              | 0                              | 0                              | 48                             | 4                              | +44                            | 18                             |                                |
| 2018                         | Vô địch                        | 6                              | 6                              | 0                              | 0                              | 50                             | 6                              | +44                            | 18                             |                                |
| 2020                         | Bị hủy bỏ vì Đại dịch COVID 19 | Bị hủy bỏ vì Đại dịch COVID 19 | Bị hủy bỏ vì Đại dịch COVID 19 | Bị hủy bỏ vì Đại dịch COVID 19 | Bị hủy bỏ vì Đại dịch COVID 19 | Bị hủy bỏ vì Đại dịch COVID 19 | Bị hủy bỏ vì Đại dịch COVID 19 | Bị hủy bỏ vì Đại dịch COVID 19 | Bị hủy bỏ vì Đại dịch COVID 19 | Bị hủy bỏ vì Đại dịch COVID 19 |
| 2022                         | Á quân                         | 6                              | 5                              | 0                              | 1                              | 39                             | 4                              | +35                            | 15                             |                                |
| Tổng số                      | 16/16                          | 93                             | 87                             | 2                              | 4                              | 881                            | 134                            | +214                           | 263                            |                                |

### Đại hội Thể thao Trong nhà và Võ thuật châu Á
| Kỷ lục Đại hội Thể thao Trong nhà và Võ thuật châu Á | Kỷ lục Đại hội Thể thao Trong nhà và Võ thuật châu Á | Kỷ lục Đại hội Thể thao Trong nhà và Võ thuật châu Á | Kỷ lục Đại hội Thể thao Trong nhà và Võ thuật châu Á | Kỷ lục Đại hội Thể thao Trong nhà và Võ thuật châu Á | Kỷ lục Đại hội Thể thao Trong nhà và Võ thuật châu Á | Kỷ lục Đại hội Thể thao Trong nhà và Võ thuật châu Á | Kỷ lục Đại hội Thể thao Trong nhà và Võ thuật châu Á | Kỷ lục Đại hội Thể thao Trong nhà và Võ thuật châu Á | Kỷ lục Đại hội Thể thao Trong nhà và Võ thuật châu Á |
| Năm                                                  | Vòng                                                 | ST                                                   | T                                                    | H*                                                   | B                                                    | BT                                                   | BB                                                   | HS                                                   | Đ                                                    |
| ---------------------------------------------------- | ---------------------------------------------------- | ---------------------------------------------------- | ---------------------------------------------------- | ---------------------------------------------------- | ---------------------------------------------------- | ---------------------------------------------------- | ---------------------------------------------------- | ---------------------------------------------------- | ---------------------------------------------------- |
| 2005*                                                | Vô địch                                              | 5                                                    | 5                                                    | 0                                                    | 0                                                    | 41                                                   | 3                                                    | +38                                                  | 15                                                   |
| 2007*                                                | Vô địch                                              | 7                                                    | 7                                                    | 0                                                    | 0                                                    | 73                                                   | 12                                                   | +61                                                  | 21                                                   |
| 2009*                                                | Vô địch                                              | 5                                                    | 4                                                    | 1                                                    | 0                                                    | 64                                                   | 7                                                    | +57                                                  | 13                                                   |
| 2013                                                 | Vô địch                                              | 5                                                    | 5                                                    | 0                                                    | 0                                                    | 43                                                   | 9                                                    | +34                                                  | 15                                                   |
| 2017                                                 | Vô địch                                              | 6                                                    | 6                                                    | 0                                                    | 0                                                    | 58                                                   | 11                                                   | +47                                                  | 18                                                   |
| Tổng số                                              | 5/5                                                  | 28                                                   | 27                                                   | 1                                                    | 0                                                    | 279                                                  | 42                                                   | +237                                                 | 82                                                   |

* Iran played with U-23 team in this tournament.

### Grand Prix de Futsal
| Kỷ lục Grand Prix de Futsal | Kỷ lục Grand Prix de Futsal | Kỷ lục Grand Prix de Futsal | Kỷ lục Grand Prix de Futsal | Kỷ lục Grand Prix de Futsal | Kỷ lục Grand Prix de Futsal | Kỷ lục Grand Prix de Futsal | Kỷ lục Grand Prix de Futsal | Kỷ lục Grand Prix de Futsal | Kỷ lục Grand Prix de Futsal |
| Năm                         | Vòng                        | ST                          | T                           | H*                          | B                           | BT                          | BB                          | HS                          | Đ                           |
| --------------------------- | --------------------------- | --------------------------- | --------------------------- | --------------------------- | --------------------------- | --------------------------- | --------------------------- | --------------------------- | --------------------------- |
| 2005                        | Không tham dự               | –                           | –                           | –                           | –                           | –                           | –                           | –                           | –                           |
| 2006                        | Không tham dự               | –                           | –                           | –                           | –                           | –                           | –                           | –                           | –                           |
| 2007                        | Á quân                      | 6                           | 4                           | 0                           | 2                           | 19                          | 17                          | +2                          | 12                          |
| 2008                        | Không tham dự               | –                           | –                           | –                           | –                           | –                           | –                           | –                           | –                           |
| 2009                        | Á quân                      | 6                           | 4                           | 1                           | 1                           | 26                          | 22                          | +4                          | 13                          |
| 2010                        | Hạng tư                     | 6                           | 3                           | 1                           | 2                           | 24                          | 15                          | +9                          | 10                          |
| 2011                        | Hạng tư                     | 6                           | 4                           | 0                           | 2                           | 22                          | 13                          | +9                          | 12                          |
| 2013                        | Hạng ba                     | 5                           | 2                           | 1                           | 2                           | 15                          | 16                          | -1                          | 7                           |
| 2014                        | Hạng ba                     | 4                           | 3                           | 0                           | 1                           | 25                          | 11                          | +14                         | 9                           |
| 2015                        | Á quân                      | 5                           | 4                           | 0                           | 1                           | 23                          | 8                           | +15                         | 12                          |
| Tổng số                     | 7/10                        | 38                          | 24                          | 3                           | 11                          | 154                         | 102                         | +52                         | 75                          |

### Confederations Cup
| Kỷ lục Confederations Cup | Kỷ lục Confederations Cup | Kỷ lục Confederations Cup | Kỷ lục Confederations Cup | Kỷ lục Confederations Cup | Kỷ lục Confederations Cup | Kỷ lục Confederations Cup | Kỷ lục Confederations Cup | Kỷ lục Confederations Cup | Kỷ lục Confederations Cup |
| Năm                       | Vòng                      | ST                        | T                         | H*                        | B                         | BT                        | BB                        | HS                        | Đ                         |
| ------------------------- | ------------------------- | ------------------------- | ------------------------- | ------------------------- | ------------------------- | ------------------------- | ------------------------- | ------------------------- | ------------------------- |
| 2009                      | Vô địch                   | 4                         | 4                         | 0                         | 0                         | 15                        | 4                         | +11                       | 12                        |
| 2013                      | Không tham dự             | –                         | –                         | –                         | –                         | –                         | –                         | –                         | –                         |
| 2014                      | Không vượt qua vòng loại  | –                         | –                         | –                         | –                         | –                         | –                         | –                         | –                         |
| Tổng số                   | 1/3                       | 4                         | 4                         | 0                         | 0                         | 15                        | 4                         | +11                       | 12                        |

### Giải vô địch bóng đá trong nhà Tây Á
| Kỷ lục giải vô địch bóng đá trong nhà Tây Á | Kỷ lục giải vô địch bóng đá trong nhà Tây Á | Kỷ lục giải vô địch bóng đá trong nhà Tây Á | Kỷ lục giải vô địch bóng đá trong nhà Tây Á | Kỷ lục giải vô địch bóng đá trong nhà Tây Á | Kỷ lục giải vô địch bóng đá trong nhà Tây Á | Kỷ lục giải vô địch bóng đá trong nhà Tây Á | Kỷ lục giải vô địch bóng đá trong nhà Tây Á | Kỷ lục giải vô địch bóng đá trong nhà Tây Á | Kỷ lục giải vô địch bóng đá trong nhà Tây Á |
| Năm                                         | Vòng                                        | ST                                          | T                                           | H*                                          | B                                           | BT                                          | BB                                          | HS                                          | Đ                                           |
| ------------------------------------------- | ------------------------------------------- | ------------------------------------------- | ------------------------------------------- | ------------------------------------------- | ------------------------------------------- | ------------------------------------------- | ------------------------------------------- | ------------------------------------------- | ------------------------------------------- |
| 2007                                        | Vô địch*                                    | 3                                           | 3                                           | 0                                           | 0                                           | 21                                          | 4                                           | +17                                         | 9                                           |
| 2009                                        | Không tham dự                               | –                                           | –                                           | –                                           | –                                           | –                                           | –                                           | –                                           | –                                           |
| 2012                                        | Vô địch                                     | 4                                           | 4                                           | 0                                           | 0                                           | 40                                          | 6                                           | +34                                         | 12                                          |
| Tổng số                                     | 2/3                                         | 7                                           | 7                                           | 0                                           | 0                                           | 61                                          | 10                                          | +51                                         | 21                                          |

* Iran played with U-23 team in this tournament.

### Giải bóng đá trong nhà quốc tế Trung Quốc
| Kỷ lục Giải bóng đá trong nhà quốc tế CFA Thường Thục | Kỷ lục Giải bóng đá trong nhà quốc tế CFA Thường Thục | Kỷ lục Giải bóng đá trong nhà quốc tế CFA Thường Thục | Kỷ lục Giải bóng đá trong nhà quốc tế CFA Thường Thục | Kỷ lục Giải bóng đá trong nhà quốc tế CFA Thường Thục | Kỷ lục Giải bóng đá trong nhà quốc tế CFA Thường Thục | Kỷ lục Giải bóng đá trong nhà quốc tế CFA Thường Thục | Kỷ lục Giải bóng đá trong nhà quốc tế CFA Thường Thục | Kỷ lục Giải bóng đá trong nhà quốc tế CFA Thường Thục | Kỷ lục Giải bóng đá trong nhà quốc tế CFA Thường Thục |
| Năm                                                   | Vòng                                                  | ST                                                    | T                                                     | H                                                     | B                                                     | BT                                                    | BB                                                    | HS                                                    | Đ                                                     |
| ----------------------------------------------------- | ----------------------------------------------------- | ----------------------------------------------------- | ----------------------------------------------------- | ----------------------------------------------------- | ----------------------------------------------------- | ----------------------------------------------------- | ----------------------------------------------------- | ----------------------------------------------------- | ----------------------------------------------------- |
| 2014                                                  | Không tham dự                                         | –                                                     | –                                                     | –                                                     | –                                                     | –                                                     | –                                                     | –                                                     | –                                                     |
| 2015                                                  | Vô địch                                               | 3                                                     | 3                                                     | 0                                                     | 0                                                     | 23                                                    | 6                                                     | +17                                                   | 9                                                     |
| 2016                                                  | Không tham dự                                         | –                                                     | –                                                     | –                                                     | –                                                     | –                                                     | –                                                     | –                                                     | –                                                     |
| Kỷ lục giải bóng đá trong nhà quốc tế Hàng Châu       |                                                       |                                                       |                                                       |                                                       |                                                       |                                                       |                                                       |                                                       |                                                       |
| 2009*                                                 | Hạng ba                                               | 3                                                     | 0                                                     | 2                                                     | 1                                                     | 10                                                    | 11                                                    | -1                                                    | 2                                                     |
| 2010*                                                 | Hạng tư                                               | 3                                                     | 0                                                     | 0                                                     | 3                                                     | 4                                                     | 12                                                    | -8                                                    | 0                                                     |
| 2011                                                  | Hạng ba                                               | 4                                                     | 1                                                     | 2                                                     | 1                                                     | 15                                                    | 10                                                    | +5                                                    | 5                                                     |
| 2012                                                  | Á quân                                                | 3                                                     | 1                                                     | 1                                                     | 1                                                     | 7                                                     | 7                                                     | 0                                                     | 4                                                     |
| 2013                                                  | Vô địch                                               | 3                                                     | 3                                                     | 0                                                     | 0                                                     | 14                                                    | 6                                                     | +8                                                    | 9                                                     |
| 2014                                                  | Vô địch                                               | 3                                                     | 3                                                     | 0                                                     | 0                                                     | 23                                                    | 5                                                     | +18                                                   | 9                                                     |
| Tổng số                                               | 7/8                                                   | 22                                                    | 11                                                    | 5                                                     | 6                                                     | 96                                                    | 57                                                    | +39                                                   | 38                                                    |

Nguồn:
- http://www.futsalplanet.com/agenda/agenda-01.asp?id=19529 Lưu trữ ngày 15 tháng 2 năm 2017 tại Wayback Machine
- http://www.futsalplanet.com/agenda/agenda-01.asp?id=18700 Lưu trữ ngày 27 tháng 12 năm 2017 tại Wayback Machine

* Iran played with U-23 team in this tournament.

### Tiger's Cup/World 5's Futsal
| Kỷ lục Tiger's Cup/World 5's Futsal | Kỷ lục Tiger's Cup/World 5's Futsal | Kỷ lục Tiger's Cup/World 5's Futsal | Kỷ lục Tiger's Cup/World 5's Futsal | Kỷ lục Tiger's Cup/World 5's Futsal | Kỷ lục Tiger's Cup/World 5's Futsal | Kỷ lục Tiger's Cup/World 5's Futsal | Kỷ lục Tiger's Cup/World 5's Futsal | Kỷ lục Tiger's Cup/World 5's Futsal | Kỷ lục Tiger's Cup/World 5's Futsal |
| Năm                                 | Vòng                                | ST                                  | T                                   | H                                   | B                                   | BT                                  | BB                                  | HS                                  | Đ                                   |
| ----------------------------------- | ----------------------------------- | ----------------------------------- | ----------------------------------- | ----------------------------------- | ----------------------------------- | ----------------------------------- | ----------------------------------- | ----------------------------------- | ----------------------------------- |
| 1997                                | Hạng năm                            | 4                                   | 2                                   | 0                                   | 2                                   | 20                                  | 14                                  | +6                                  | 6                                   |
| 1999                                | Không tham dự                       | –                                   | –                                   | –                                   | –                                   | –                                   | –                                   | –                                   | –                                   |
| 2001                                | Hạng năm                            | 4                                   | 3                                   | 0                                   | 1                                   | 22                                  | 7                                   | +15                                 | 9                                   |
| 2003                                | Hạng ba                             | 3                                   | 2                                   | 0                                   | 1                                   | 22                                  | 4                                   | +18                                 | 6                                   |
| 2008                                | Hạng năm                            | 6                                   | 4                                   | 0                                   | 2                                   | 26                                  | 11                                  | +15                                 | 12                                  |
| Tổng số                             | 4/5                                 | 17                                  | 11                                  | 0                                   | 6                                   | 90                                  | 36                                  | +54                                 | 33                                  |

Nguồn:
- http://www.rsssf.com/tablesf/futsal-tiger.html
- http://www.rsssf.com/tablesf/futs-kl-w5-03.html
- http://www.futsalplanet.com/agenda/agenda-01.asp?id=1522 Lưu trữ ngày 15 tháng 2 năm 2017 tại Wayback Machine
- http://www.futsalplanet.com/agenda/agenda-01.asp?id=8311 Lưu trữ ngày 27 tháng 12 năm 2017 tại Wayback Machine

### Futsal Mundialito
| Kỷ lục Futsal Mundialito | Kỷ lục Futsal Mundialito | Kỷ lục Futsal Mundialito | Kỷ lục Futsal Mundialito | Kỷ lục Futsal Mundialito | Kỷ lục Futsal Mundialito | Kỷ lục Futsal Mundialito | Kỷ lục Futsal Mundialito | Kỷ lục Futsal Mundialito | Kỷ lục Futsal Mundialito |
| Năm                      | Vòng                     | ST                       | T                        | H                        | B                        | BT                       | BB                       | HS                       | Đ                        |
| ------------------------ | ------------------------ | ------------------------ | ------------------------ | ------------------------ | ------------------------ | ------------------------ | ------------------------ | ------------------------ | ------------------------ |
| 1994                     | Không tham dự            | -                        | -                        | -                        | -                        | -                        | -                        | -                        | -                        |
| 1995                     | Không tham dự            | -                        | -                        | -                        | -                        | -                        | -                        | -                        | -                        |
| 1996                     | Không tham dự            | -                        | -                        | -                        | -                        | -                        | -                        | -                        | -                        |
| 1998                     | Không tham dự            | -                        | -                        | -                        | -                        | -                        | -                        | -                        | -                        |
| 2001                     | Không tham dự            | -                        | -                        | -                        | -                        | -                        | -                        | -                        | -                        |
| 2002                     | Hạng bảy                 | 4                        | 1                        | 0                        | 3                        | 17                       | 15                       | +2                       | 3                        |
| 2006                     | Không tham dự            | -                        | -                        | -                        | -                        | -                        | -                        | -                        | -                        |
| 2007                     | Không tham dự            | -                        | -                        | -                        | -                        | -                        | -                        | -                        | -                        |
| 2008                     | Không tham dự            | -                        | -                        | -                        | -                        | -                        | -                        | -                        | -                        |
| Tổng số                  | 1/9                      | 4                        | 1                        | 0                        | 3                        | 17                       | 15                       | +2                       | 3                        |

### Minor Tournament
this table consist of only senior A team Results (not include u21 and u23 match results)
| Kỷ lục Cúp bốn/ba quốc gia | Kỷ lục Cúp bốn/ba quốc gia | Kỷ lục Cúp bốn/ba quốc gia | Kỷ lục Cúp bốn/ba quốc gia | Kỷ lục Cúp bốn/ba quốc gia | Kỷ lục Cúp bốn/ba quốc gia | Kỷ lục Cúp bốn/ba quốc gia | Kỷ lục Cúp bốn/ba quốc gia | Kỷ lục Cúp bốn/ba quốc gia | Kỷ lục Cúp bốn/ba quốc gia |
| Năm                        | Vòng                       | ST                         | T                          | H                          | B                          | BT                         | BB                         | HS                         | Đ                          |
| -------------------------- | -------------------------- | -------------------------- | -------------------------- | -------------------------- | -------------------------- | -------------------------- | -------------------------- | -------------------------- | -------------------------- |
| 1995 Abu Dhabi             | ?                          | ?                          | 1                          | ?                          | ?                          | 2                          | 1                          | +1                         | 3                          |
| 2000 Rio Cup               | Á quân                     | 4                          | 2                          | 0                          | 2                          | 12                         | 13                         | -1                         | 6                          |
| 2000 Moscow Cup            | Á quân                     | 2                          | 1                          | 0                          | 1                          | 2                          | 5                          | -3                         | 3                          |
| 2003 Tehran Cup            | Vô địch                    | 2                          | 1                          | 1                          | 0                          | 22                         | 4                          | +18                        | 4                          |
| 2004 Tehran Cup            | Vô địch                    | 2                          | 1                          | 1                          | 0                          | 8                          | 6                          | +2                         | 4                          |
| 2007 B Five Cup            | Á quân                     | 2                          | 1                          | 0                          | 1                          | 8                          | 2                          | +6                         | 3                          |
| 2007 Fonix Cup             | Á quân                     | 3                          | 2                          | 0                          | 1                          | 12                         | 14                         | -2                         | 6                          |
| 2008 Tehran Cup            | Vô địch                    | 3                          | 3                          | 0                          | 0                          | 19                         | 3                          | +16                        | 9                          |
| 2009 Tashkent Cup          | Vô địch                    | 2                          | 2                          | 0                          | 0                          | 10                         | 1                          | +9                         | 6                          |
| 2010 Thailand Cup          | Vô địch                    | 3                          | 3                          | 0                          | 0                          | 9                          | 5                          | +4                         | 9                          |
| 2016 Thailand Cup          | Hạng ba                    | 3                          | 1                          | 1                          | 1                          | 12                         | 12                         | 0                          | 4                          |
| Tổng số                    | 11/11                      | 27                         | 18                         | 3                          | 6                          | 116                        | 65                         | +51                        | 57                         |

### Kết quả trận đấu giao hữu
This table consist of only 2 sided team friendly match results (not include 3 and 4 nations cup and other friendly and Minor Tournament).
- Tính đến ngày 6 tháng 12 năm 2016

| Năm                    | ST | T  | H  | B  | BT  | BB  | HS  | Đ   |
| ---------------------- | -- | -- | -- | -- | --- | --- | --- | --- |
| Trận đấu giao hữu 1996 | 1  | 1  | 0  | 0  | 6   | 4   | +2  | 3   |
| Trận đấu giao hữu 1997 | 0  | 0  | 0  | 0  | 0   | 0   | 0   | 0   |
| Trận đấu giao hữu 1998 | 0  | 0  | 0  | 0  | 0   | 0   | 0   | 0   |
| Trận đấu giao hữu 1999 | 2  | 0  | 0  | 2  | 2   | 6   | -4  | 0   |
| Trận đấu giao hữu 2000 | 2  | 0  | 1  | 1  | 5   | 6   | -1  | 1   |
| Trận đấu giao hữu 2001 | 0  | 0  | 0  | 0  | 0   | 0   | 0   | 0   |
| Trận đấu giao hữu 2002 | 0  | 0  | 0  | 0  | 0   | 0   | 0   | 0   |
| Trận đấu giao hữu 2003 | 4  | 0  | 3  | 1  | 12  | 16  | -4  | 3   |
| Trận đấu giao hữu 2004 | 6  | 1  | 0  | 5  | 24  | 35  | -11 | 3   |
| Trận đấu giao hữu 2005 | 1  | 1  | 0  | 0  | 5   | 3   | +2  | 3   |
| Trận đấu giao hữu 2006 | 6  | 2  | 1  | 3  | 27  | 17  | +10 | 7   |
| Trận đấu giao hữu 2007 | 4  | 3  | 1  | 0  | 17  | 7   | +10 | 10  |
| Trận đấu giao hữu 2008 | 6  | 2  | 1  | 3  | 9   | 8   | +1  | 7   |
| Trận đấu giao hữu 2009 | 14 | 6  | 3  | 5  | 35  | 40  | -5  | 21  |
| Trận đấu giao hữu 2010 | 5  | 2  | 2  | 1  | 17  | 14  | +3  | 8   |
| Trận đấu giao hữu 2011 | 10 | 5  | 1  | 4  | 37  | 25  | +12 | 16  |
| Trận đấu giao hữu 2012 | 8  | 5  | 2  | 1  | 18  | 13  | +5  | 17  |
| Trận đấu giao hữu 2013 | 8  | 5  | 3  | 0  | 45  | 16  | +29 | 18  |
| Trận đấu giao hữu 2014 | 5  | 3  | 2  | 0  | 19  | 5   | +14 | 11  |
| Trận đấu giao hữu 2015 | 8  | 5  | 1  | 2  | 19  | 12  | +7  | 16  |
| Trận đấu giao hữu 2016 | 4  | 3  | 0  | 1  | 16  | 13  | +3  | 9   |
| Tổng số                | 94 | 44 | 21 | 29 | 315 | 240 | +75 | 153 |

## Kết quả và lịch thi đấu

### Trận đấu trước đó
Thắng
      Hòa
      Bại
| Ngày                 | Địa điểm                                                         | Đối thủ                                  | Giải thi đấu                                         | Kết quả  | Người ghi bàn Iran | Chi tiết                                                       |
| 2017                 | 2017                                                             | 2017                                     | 2017                                                 | 2017     | 2017 | 2017                                                           |
| -------------------- | ---------------------------------------------------------------- | ---------------------------------------- | ---------------------------------------------------- | -------- | --- | -------------------------------------------------------------- |
| 11 tháng 3 năm 2017  | Azad university Arena, Shiraz                                    | Iraq                                     | Giao hữu                                             | 3 – 2 W  | Ezati 10', Bandi Sadi 19', Talebi 37' | Chi tiết Lưu trữ ngày 27 tháng 12 năm 2017 tại Wayback Machine |
| 12 tháng 3 năm 2017  | Azad university Arena, Shiraz                                    | Iraq                                     | Giao hữu                                             | 9 – 3 W  | Asgarikohan 3', Shajari 6' - 29', Ezati 8', Ahmadabbasi 12' - 15' - 19', Rafiepour 25', Amjad Kareem Hwede 30' o.g                                             | Chi tiết Lưu trữ ngày 26 tháng 12 năm 2017 tại Wayback Machine |
| 3 tháng 4 năm 2017   | Sportskoj dvorani Osnovna škola Župa Dubrovačka, Župa dubrovačka | Croatia                                  | Giao hữu                                             | 2 – 4 L  | Shajari 28', Alighadr 40' | Chi tiết                                                       |
| 4 tháng 4 năm 2017   | Sportskoj dvorani Osnovna škola Župa Dubrovačka, Župa dubrovačka | Croatia                                  | Giao hữu                                             | 1 – 1 D  | Bahadori 8' | Chi tiết                                                       |
| 11 tháng 9 năm 2017  | Payambar Azam Arena, Tehran                                      | Đội tuyển bóng đá trong nhà đại học Iran | Giao hữu không chính thức                            | 4 – 0 W  | Javid, Esmaeilpour, Ahmadi, Oladghobad | Chi tiết                                                       |
| 18 tháng 9 năm 2017  | Ice Palace Hall 2, Ashgabat                                      | Tahiti                                   | Đại hội Thể thao Trong nhà châu Á 2017 / Vòng bảng   | 16 – 1 W | Javid 16' - 27' - 30' - 36', Tavakoli 4' - 13' - 13', Esmaeilpour 8' - 10' - 17', Shajari 31' - 32', Ahmadabbasi 11', Hassanzadeh 33', Tayyebi 35', Ahmadi 39' | Chi tiết                                                       |
| 19 tháng 9 năm 2017  | Ice Palace Hall 2, Ashgabat                                      | Jordan                                   | Đại hội Thể thao Trong nhà châu Á 2017 / Vòng bảng   | 7 – 3 W  | Javid 20' - 27' - 33', Esmaeilpour 3' - 22', Orouji 5', Tayyebi 16'                                                                                            | Chi tiết                                                       |
| 21 tháng 9 năm 2017  | Ice Palace Hall 2, Ashgabat                                      | Kyrgyzstan                               | Đại hội Thể thao Trong nhà châu Á 2017 / Vòng bảng   | 10 – 0 W | Ahmadabbasi 9' - 11' - 18' - 23' - 32', Tavakoli 17' - 24' - 34', Dilshat 27' o.g, Esmaeilpour 39'                                                             | Chi tiết                                                       |
| 23 tháng 9 năm 2017  | Ice Palace Hall 1, Ashgabat                                      | Thái Lan                                 | Đại hội Thể thao Trong nhà châu Á 2017 / Tứ kết      | 10 – 4 W | Tayyebi 18' - 24' - 29', Sangsefidi 5', Orouji 12', Esmaeilpour 14', Hassanzadeh 18', Tavakoli 19', Oladghobad 28', Javid 29'                                  | Chi tiết                                                       |
| 24 tháng 9 năm 2017  | Ice Palace Hall 1, Ashgabat                                      | Afghanistan                              | Đại hội Thể thao Trong nhà châu Á 2017 / Bán kết     | 8 – 2 W  | Javid 14' - 36' - 37', Esmaeilpour 4', Orouji 5', Tayyebi 8', Ahmadabbasi 12', Ahmadi 14'                                                                      | Chi tiết                                                       |
| 26 tháng 9 năm 2017  | Ice Palace Hall 1, Ashgabat                                      | Uzbekistan                               | Đại hội Thể thao Trong nhà châu Á 2017 / Chung kết   | 7 – 1 W  | Javid 4' - 9' - 32' - 36', Hassanzadeh 21' - 37', Ahmadi 31'                                                                                                   | Chi tiết                                                       |
| 15 tháng 10 năm 2017 | Shahid Poursharifi, Tabriz                                       | Afghanistan                              | Vòng loại giải vô địch bóng đá trong nhà châu Á 2018 | 8 – 2 W  | Javid 2' - 18' - 28', Hassanzadeh 6' - 7' - 29', Talebi 15', Ahmadabbasi 19'                                                                                   | Chi tiết                                                       |
| 17 tháng 10 năm 2017 | Shahid Poursharifi, Tabriz                                       | Tajikistan                               | Vòng loại giải vô địch bóng đá trong nhà châu Á 2018 | 8 – 2 W  | Tavakoli 3' - 4', Orouji 6', Alighadr 17' - 18' - 31', Javid 18' - 18', Lotfi 19', Talebi 30', Ahmadabbasi 34', Hassanzadeh 39'                                | Chi tiết                                                       |
| 26 tháng 11 năm 2017 | Qamar Bani Hashem, Kermanshah                                    | Shahin Kermanshah                        | Giao hữu không chính thức                            | 3 – 1 W  | Givili, Lotfi, Nematiyan | Chi tiết                                                       |
| 3 tháng 12 năm 2017  | 25 Aban Arena, Isfahan                                           | Azerbaijan                               | Isfahan 2017                                         | 3 – 3 D  | Hassanzadeh 3', Tayyebi 3', Shajari 39' | Chi tiết Lưu trữ ngày 4 tháng 12 năm 2017 tại Wayback Machine  |
| 4 tháng 12 năm 2017  | 25 Aban Arena, Isfahan                                           | Kazakhstan                               | Isfahan 2017                                         | 2 – 1 W  | Tayyebi 4', Esmaeilpour 40' | Chi tiết Lưu trữ ngày 7 tháng 12 năm 2017 tại Wayback Machine  |
| 6 tháng 12 năm 2017  | 25 Aban Arena, Isfahan                                           | Nga                                      | Isfahan 2017                                         | 4 – 0 W  | Javid 19' - 29', Rafiepour 32', Shajari 38' | Chi tiết Lưu trữ ngày 7 tháng 12 năm 2017 tại Wayback Machine  |
| 2018                 |                                                                  |                                          |                                                      |          | |                                                                |
| 14 tháng 1 năm 2018  | Handball Federation Arena, Tehran                                | Belarus                                  | Giao hữu                                             | 5 – 0 W  | Esmaeilpour 10', Orouji 15', Tavakoli 16', Hassanzadeh 30', Alighadr 33'                                                                                       | Chi tiết Lưu trữ ngày 17 tháng 1 năm 2018 tại Wayback Machine  |
| 15 tháng 1 năm 2018  | Handball Federation Arena, Tehran                                | Belarus                                  | Giao hữu                                             | 2 – 1 W  | Esmaeilpour 8', Hassanzadeh 11' | Chi tiết Lưu trữ ngày 17 tháng 1 năm 2018 tại Wayback Machine  |
| 23 tháng 1 năm 2018  | Baku Sports Hall, Baku                                           | Azerbaijan                               | Giao hữu                                             | 3 – 3 D  | Alighadr 8', Tayyebi 20', Javid 35' | Chi tiết Lưu trữ ngày 25 tháng 1 năm 2018 tại Wayback Machine  |
| 24 tháng 1 năm 2018  | Baku Sports Hall, Baku                                           | Azerbaijan                               | Giao hữu                                             | 4 – 1 W  | Tayyebi 12', Orouji 16', Oladghobad 32', Tavakoli 36' | Chi tiết Lưu trữ ngày 26 tháng 1 năm 2018 tại Wayback Machine  |

### Trận đấu sắp tới
| Ngày                                                                                  | Giải thi đấu                               | Vị trí                                             | Đối thủ    |      |      |      |
| 2018                                                                                  | 2018                                       | 2018                                               | 2018       | 2018 | 2018 | 2018 |
| ------------------------------------------------------------------------------------- | ------------------------------------------ | -------------------------------------------------- | ---------- | ---- | ---- | ---- |
| 2 tháng 2 năm 2018                                                                    | Giải vô địch bóng đá trong nhà châu Á 2018 | Phòng tập thể dục dụng cụ Đại học Đài Bắc, Đài Bắc | Myanmar    |      |      |      |
| 4 tháng 2 năm 2018                                                                    | Giải vô địch bóng đá trong nhà châu Á 2018 | Phòng tập thể dục dụng cụ Đại học Đài Bắc, Đài Bắc | Trung Quốc |      |      |      |
| 6 tháng 2 năm 2018                                                                    | Giải vô địch bóng đá trong nhà châu Á 2018 | Phòng tập thể dục dụng cụ Đại học Đài Bắc, Đài Bắc | Iraq       |      |      |      |
| 1–4 tháng 4#                                                                          | Ngày trận đấu chính thức FIFA              |                                                    |            |      |      |      |
| 1–4 tháng 4#                                                                          | Ngày trận đấu chính thức FIFA              |                                                    |            |      |      |      |
| 23–26 tháng 9#                                                                        | Ngày trận đấu chính thức FIFA              |                                                    |            |      |      |      |
| 23–26 tháng 9#                                                                        | Ngày trận đấu chính thức FIFA              |                                                    |            |      |      |      |
| 28–31 tháng 10#                                                                       | Ngày trận đấu chính thức FIFA              |                                                    |            |      |      |      |
| 28–31 tháng 10#                                                                       | Ngày trận đấu chính thức FIFA              |                                                    |            |      |      |      |
| 2–5 tháng 12#                                                                         | Ngày trận đấu chính thức FIFA              |                                                    |            |      |      |      |
| 2–5 tháng 12#                                                                         | Ngày trận đấu chính thức FIFA              |                                                    |            |      |      |      |
| 2019                                                                                  |                                            |                                                    |            |      |      |      |
| 28 tháng 1 – 6 tháng 2#                                                               | Ngày trận đấu chính thức FIFA              |                                                    |            |      |      |      |
| 28 tháng 1 – 6 tháng 2#                                                               | Ngày trận đấu chính thức FIFA              |                                                    |            |      |      |      |
| 28 tháng 1 – 6 tháng 2#                                                               | Ngày trận đấu chính thức FIFA              |                                                    |            |      |      |      |
| 28 tháng 1 – 6 tháng 2#                                                               | Ngày trận đấu chính thức FIFA              |                                                    |            |      |      |      |
| 8–17 tháng 4#                                                                         | Ngày trận đấu chính thức FIFA              |                                                    |            |      |      |      |
| 8–17 tháng 4#                                                                         | Ngày trận đấu chính thức FIFA              |                                                    |            |      |      |      |
| 8–17 tháng 4#                                                                         | Ngày trận đấu chính thức FIFA              |                                                    |            |      |      |      |
| 8–17 tháng 4#                                                                         | Ngày trận đấu chính thức FIFA              |                                                    |            |      |      |      |
| 22–25 tháng 9#                                                                        | Ngày trận đấu chính thức FIFA              |                                                    |            |      |      |      |
| 22–25 tháng 9#                                                                        | Ngày trận đấu chính thức FIFA              |                                                    |            |      |      |      |
| 21–30 tháng 10#                                                                       | Ngày trận đấu chính thức FIFA              |                                                    |            |      |      |      |
| 21–30 tháng 10#                                                                       | Ngày trận đấu chính thức FIFA              |                                                    |            |      |      |      |
| 21–30 tháng 10#                                                                       | Ngày trận đấu chính thức FIFA              |                                                    |            |      |      |      |
| 21–30 tháng 10#                                                                       | Ngày trận đấu chính thức FIFA              |                                                    |            |      |      |      |
| 1–4 tháng 12#                                                                         | Ngày trận đấu chính thức FIFA              |                                                    |            |      |      |      |
| 1–4 tháng 12#                                                                         | Ngày trận đấu chính thức FIFA              |                                                    |            |      |      |      |
| 2020                                                                                  |                                            |                                                    |            |      |      |      |
| Giải vô địch bóng đá trong nhà châu Á 2020 28 tháng 1 – 9 tháng 2 chủ nhà bởi: TBD    |                                            |                                                    |            |      |      |      |
| 12–15 tháng 4#                                                                        | Ngày trận đấu chính thức FIFA              |                                                    |            |      |      |      |
| 12–15 tháng 4#                                                                        | Ngày trận đấu chính thức FIFA              |                                                    |            |      |      |      |
| Giải vô địch bóng đá trong nhà thế giới 2020 12 tháng 9 – 4 tháng 10 chủ nhà bởi: TBD |                                            |                                                    |            |      |      |      |
| 1–4 tháng 11#                                                                         | Ngày trận đấu chính thức FIFA              |                                                    |            |      |      |      |
| 1–4 tháng 11#                                                                         | Ngày trận đấu chính thức FIFA              |                                                    |            |      |      |      |
| 6–9 tháng 12#                                                                         | Ngày trận đấu chính thức FIFA              |                                                    |            |      |      |      |
| 6–9 tháng 12#                                                                         | Ngày trận đấu chính thức FIFA              |                                                    |            |      |      |      |

#Các ngày trận đấu quốc tế FIFA 2016-2020

## Cán bộ nhân viên huấn luyện viên
| Huấn luyện viên trưởng   | Mohammad Nazemosharia      |
| Trợ lý huấn luyện viên   | Mohammad Hashemzadeh       |
| Thủ môn huấn luyện viên  | Amir Farashi Moghari       |
| Thể hình huấn luyện viên | Ghodratollah Bagheri       |
| Người giám sát đội tuyển | Abbas Torabian             |
| Bác sĩ đội tuyển         | Shahram Kharabian Masouleh |
| Nhà vật lý trị liệu      | Mohamad Ebadi              |

## Đội hình

### Đội hình hiện tại
Ngày diễn ra trận đấu: 1 - 11 tháng 2 năm 2018
Giải đấu: Giải vô địch bóng đá trong nhà châu Á 2018
Số trận và bàn thắng chính xác như:
| Số | Vt | Cầu thủ                  | Ngày sinh (tuổi)  | Số trận | Câu lạc bộ      |
| -- | -- | ------------------------ | ----------------- | ------- | --------------- |
| 1  | TM | Sepehr Mohammadi         | 8 tháng 8, 1989   |         | Giti Pasand     |
| 2  | TM | Alireza Samimi           | 29 tháng 6, 1987  |         | Mes Sungun      |
| 3  | FP | Ahmad Esmaeilpour        | 8 tháng 9, 1988   |         | Giti Pasand     |
| 4  | FP | Alireza Rafieepour       | 9 tháng 10, 1993  |         | Melli Haffari   |
| 5  | FP | Mohammad Shajari         | 30 tháng 8, 1991  |         | Tasisat Daryaei |
| 6  | FP | Mohammad Reza Sangsefidi | 2 tháng 11, 1989  |         | Mes Sungun      |
| 7  | FP | Ali Asghar Hassanzadeh   | 2 tháng 11, 1987  |         | Giti Pasand     |
| 8  | FP | Abolghasem Orouji        | 2 tháng 12, 1989  |         | Giti Pasand     |
| 9  | FP | Saeed Ahmadabbasi        | 31 tháng 7, 1992  |         | Giti Pasand     |
| 10 | FP | Hossein Tayyebi          | 29 tháng 9, 1988  |         | Kairat Almaty   |
| 11 | FP | Mehran Alighadr          | 24 tháng 5, 1989  |         | Tasisat Daryaei |
| 12 | FP | Moslem Oladghobad        | 29 tháng 11, 1995 |         | Tasisat Daryaei |
| 13 | FP | Farhad Tavakoli          | 13 tháng 1, 1989  |         | Melli Haffari   |
| 14 | FP | Mahdi Javid              | 3 tháng 5, 1987   |         | Tasisat Daryaei |

### Gọi tên gần đây
The following players have been called up for the team in the last 12 months.
| Vt | Cầu thủ                     | Ngày sinh (tuổi)  | Số trận | Bt | Câu lạc bộ             | Lần cuối triệu tập                 |
| -- | --------------------------- | ----------------- | ------- | -- | ---------------------- | ---------------------------------- |
|    | Babak Akbari                | 26 tháng 8, 1985  |         |    | Dabiri Tabriz          | Tehran Camp, 27–31 January 2017    |
|    | Saeed Afshar                | 24 tháng 5, 1992  |         |    | Giti Pasand            | Tehran Camp, 27–31 January 2017    |
|    | Mohammadhossein Derakhshani | 1 tháng 4, 1993   |         |    | Mes Sungun             | Tehran Camp, 27–31 January 2017    |
|    | Milad Ghanbarzadeh          | 26 tháng 12, 1990 |         |    | Moghavemat Alborz      | Tehran Camp, 27–31 January 2017    |
|    | Mohammad Naser Safari       | 12 tháng 2, 1991  |         |    | Arjan Shiraz           | Tehran Camp, 27–31 January 2017    |
|    | Hamed Abdolahi              | 21 tháng 5, 1991  |         |    | Tarh va Toseh          | Tehran Camp, 27–31 January 2017    |
|    | Naser Etminan               | 21 tháng 1, 1990  |         |    | Yasin Pishro           | Tehran Camp, 27–31 January 2017    |
|    | Alireza Javan               | 2 tháng 2, 1995   |         |    | Azad University        | Tehran Camp, 27–31 January 2017    |
|    | Peyman Hafizi               | 2 tháng 5, 1985   |         |    | Melli Haffari          | Tehran Camp, 27–31 January 2017    |
|    | Rahman Sarani               | 8 tháng 11, 1992  |         |    | Farsh Ara Mashhad      | Tehran Camp, 27–31 January 2017    |
| TM | Amir Hossein Alvandi Fard   | 9 tháng 5, 1995   |         |    | Moghavemat Alborz      | Tehran Camp, 27–31 January 2017    |
| TM | Mahdi Mostafaei             | 6 tháng 3, 1991   |         |    | Shahrdari Saveh        | Tehran Camp, 27–31 January 2017    |
|    | Mohammad Zarei              | 21 tháng 5, 1990  |         |    | Tasisat Daryaei        | Tehran Camp, 27–31 January 2017    |
|    | Amin Majidipour             | 10 tháng 3, 1993  |         |    | Yasin Pishro           | Tehran Camp, 27–31 January 2017    |
|    | Taha Mortazavi              | 27 tháng 5, 1988  |         |    | Shahrvand Sari         | v. Iraq, 11-12 March 2017          |
|    | Meysam Khayam               | 4 tháng 5, 1992   |         |    | Mes Sungun             | v. Iraq, 11-12 March 2017          |
|    | Meysam Barmashori           | 26 tháng 1, 1989  |         |    | Arjan Shiraz           | Shahrekord Camp, 11 - 18 May 2017  |
|    | Mostafa Fakhri              | 24 tháng 3, 1995  |         |    | Arjan Shiraz           | Tehran Camp, 5 - 7 August 2017     |
|    | Sajad Bandisadi             | 8 tháng 12, 1985  |         |    | Arjan Shiraz           | Tehran Camp, 12 - 14 August 2017   |
|    | Ali Assadi                  | 17 tháng 6, 1991  |         |    | Farsh Ara Mashhad      | Tehran Camp, 12 - 14 August 2017   |
| TM | Morteza Farahani            | 15 tháng 9, 1988  |         |    | Moghavemat Alborz      | Tehran Camp, 12 - 14 August 2017   |
|    | Morteza Ezafi               | 24 tháng 9, 1993  |         |    | Mes Sungun             | Tehran Camp, 26 - 28 August 2017   |
|    | Mostafa Nematvand           |                   |         |    | Moghavemat Qarchak     | Tehran Camp, 26 - 28 August 2017   |
|    | Mehrdad Karimi              | 30 tháng 9, 1991  |         |    | Shahrdari Saveh        | Tehran Camp, 26 - 28 August 2017   |
|    | Mohammad Reza Kord          | 28 tháng 8, 1996  |         |    | Shahrvand Sari         | Tehran Camp, 8 - 11 September 2017 |
|    | Danial Givili               | 29 tháng 6, 1995  |         |    | Parsian Shahr-e Qods   | v. Shahin Kermanshah, 26 November  |
|    | Mohammad Taheri             | 2 tháng 5, 1985   |         |    | Shahrvand Sari         | v. Shahin Kermanshah, 26 November  |
|    | Taha Nematiyan              | 8 tháng 2, 1995   |         |    | Moghavemat Alborz      | v. Shahin Kermanshah, 26 November  |
| TM | Masoud Mohammadi            | 21 tháng 6, 1991  |         |    | Azarakhsh Bandar Abbas | v. Belarus, 14 - 15 January 2018   |
| TM | Sajad Babaei                | 6 tháng 7, 1995   |         |    | Melli Haffari          | v. Belarus, 14 - 15 January 2018   |
|    | Shahab Talebi               | 2 tháng 9, 1994   |         |    | Melli Haffari          | v. Belarus, 14 - 15 January 2018   |
|    | Tohid Lotfi                 | 10 tháng 12, 1998 |         |    | Mes Sungun             | v. Belarus, 14 - 15 January 2018   |
|    | Alireza Asgarikohan         | 17 tháng 7, 1990  |         |    | Mes Sungun             | v. Belarus, 14 - 15 January 2018   |
|    | Amin Nasrolahzadeh          | 28 tháng 12, 1991 |         |    | Azarakhsh Bandar Abbas | v. Belarus, 14 - 15 January 2018   |
|    | Ghodrat Bahadori            | 30 tháng 1, 1988  |         |    | Farsh Ara Mashhad      | Tehran Camp, 27 - 28 January 2018  |
|    | Hamid AhmadiINJ             | 24 tháng 11, 1988 |         |    | Mes Sungun             | Tehran Camp, 27 - 28 January 2018  |

Chú thích
- INJ Cầu thủ rút khỏi đội hình do chấn thương.
- WD Cầu thủ rút khỏi đội hình vì những lý do không liên quan đến chấn thương.
- RC Cầu thủ rút khỏi đội hình vì bị thẻ đỏ.

### Đội hình trước

#### Đội hình đầu
Đội hình cho Vòng loại Giải vô địch bóng đá trong nhà thế giới 1992 (khu vực châu Á):
Huấn luyện viênMohammad Mayeli Kohan
Trợ lý huấn luyện viênMajid Jahanpour